# Centro histórico de Nizhni Nóvgorod
El centro histórico de Nizni Nóvgorod (también el viejo Nizni Nóvgorod, la ciudad vieja) es el territorio de Nizhni Nóvgorod con edificios históricos en las fronteras hasta 1917. Aquí hay una gran cantidad de edificios antiguos, monumentos naturales y distritos históricos. En la ciudad vieja se mezclan entre sí diferentes épocas y estilos arquitectónicos (neobizantino, barroco de Stroganov, imperio, modernismo). Aquí están juntos el Kremlin medieval, las mansiones del siglo XIX y las casas monumentales estalinistas.

## Sitios
El área contiene los siguientes elementos
1. Centro histórico de Nizhni Nóvgorod;
  - El Kremlin;
  - Posad superior;
  - Posad inferior;
  - Zapochainie;
  - Diatlov Cerros;
2. Centro histórico de Kanavino;
  - La Feria;
  - La Strelka;
3. Centro histórico de Sormovo;
  - El Sormovo Fábrica.

## Ubicación
La ciudad vieja se encuentra entre dos montañas: Kremlin e Elías. En la Kremlin montaña se encuentra el propio Kremlin y los distritos históricos que lo rodean: el Posads superior e inferior, el Lado Rozhdestvenskaya, un complejo de calles históricas (por ejemplo: Bolshaya Pokróvskaya y Varvarskaya), el Monasterio de las Cuevas y el río Pochaína. En la Elías montaña se encuentra el territorio de Zapochaínie, que comienza en la calle Ilínskaya y termina en la plaza de Liádov.
El viejo Kanavino y el viejo Sórmovo también incluyen al casco antiguo, a pesar de que estos asentamientos se incluyeron en la ciudad después de 1917. El viejo Kanavino incluye el territorio de la Feria, la Strelka y la Gordéyevka. Hay muchos puntos de referencia que crean el conjunto de este territorio: la Feria y el Palacio de muestras, la estación de Nizhni Nóvgorod con la plaza adyacente y el Grande almacén central universal, la iglesia de Smolensk-Vladimir y los grande almacé Gordéyevsky, así como muchas mansiones del siglo XIX. En la víspera de la Copa Mundial de Fútbol en 2018, el territorio del viejo Kanavino está en proceso de reconstrucción.
El viejo Sormovo está más alejado del centro histórico. En el centro de esta área, los edificios de estilo estalinista predominan con edificios prerrevolucionarios raros: la Catedral de la Transfiguración, la Escuela Barricade, el Sormovo Fábrica y algunas mansiones del siglo XIX. A principios del siglo XX, Sormovo fue el centro de las batallas revolucionarias en 1905, debido a esto, muchos monumentos revolucionarios se encuentran en esta área.

## Galería

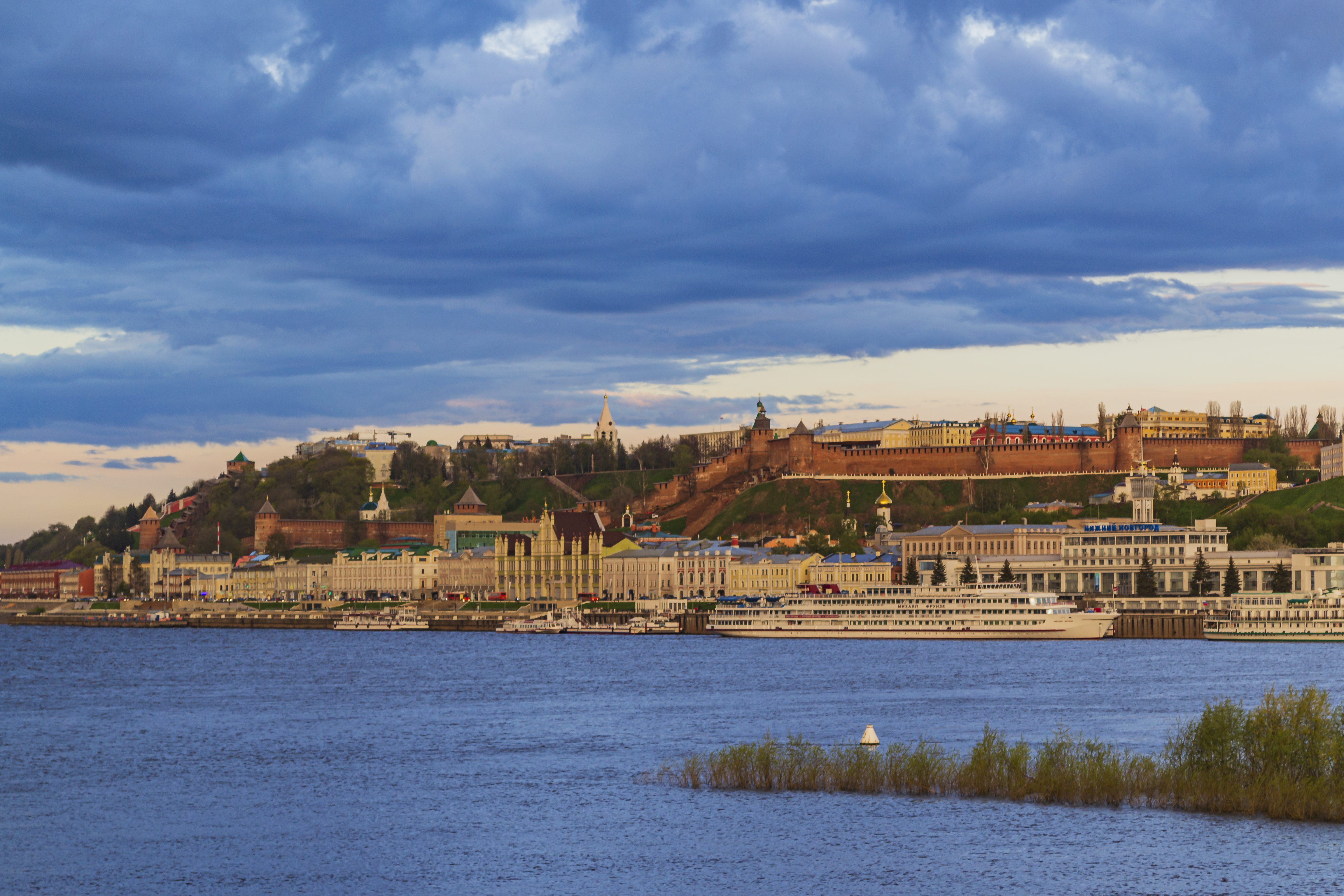
El Kremlin
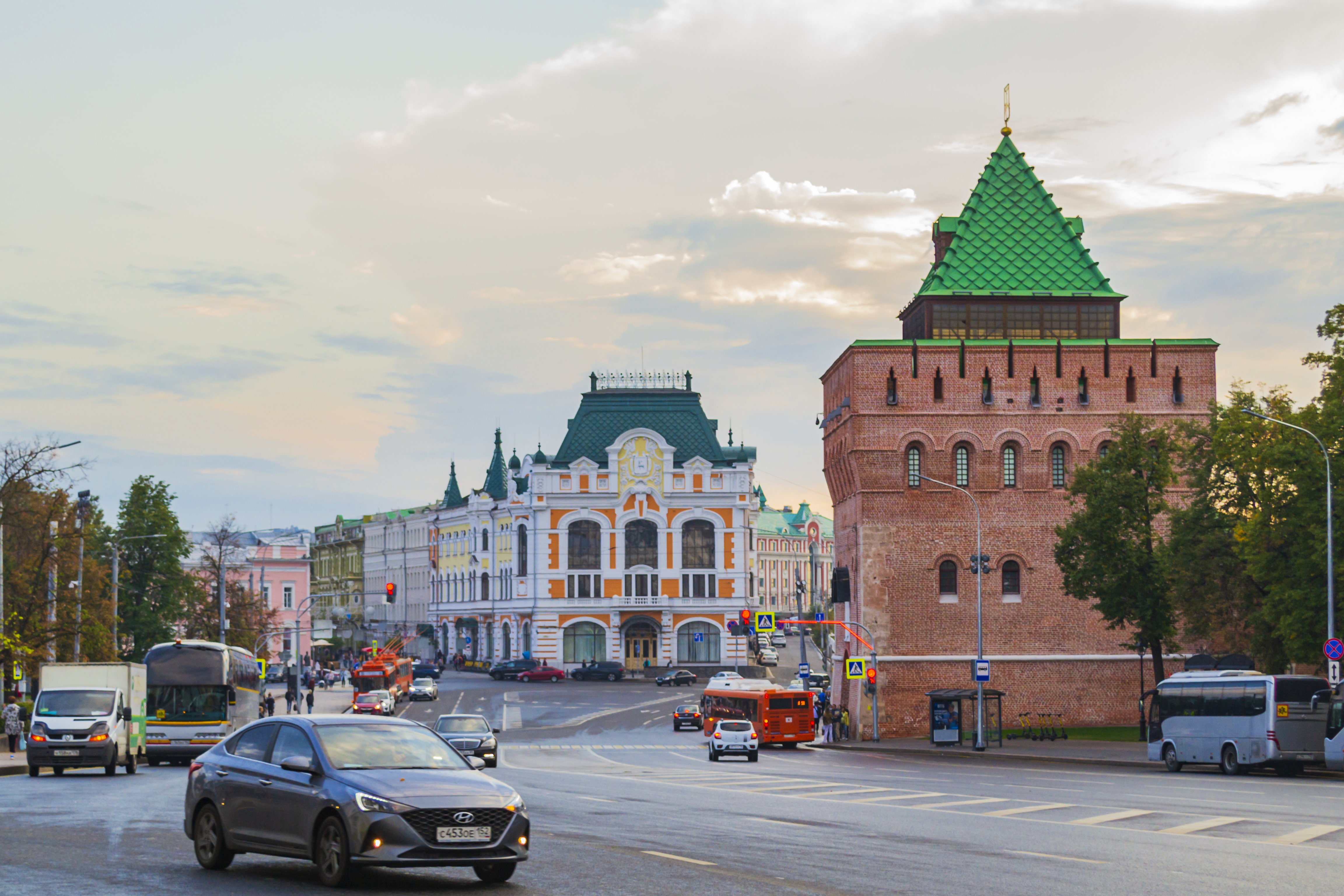
Plaza de Minin y Pozharski (Posad superior)
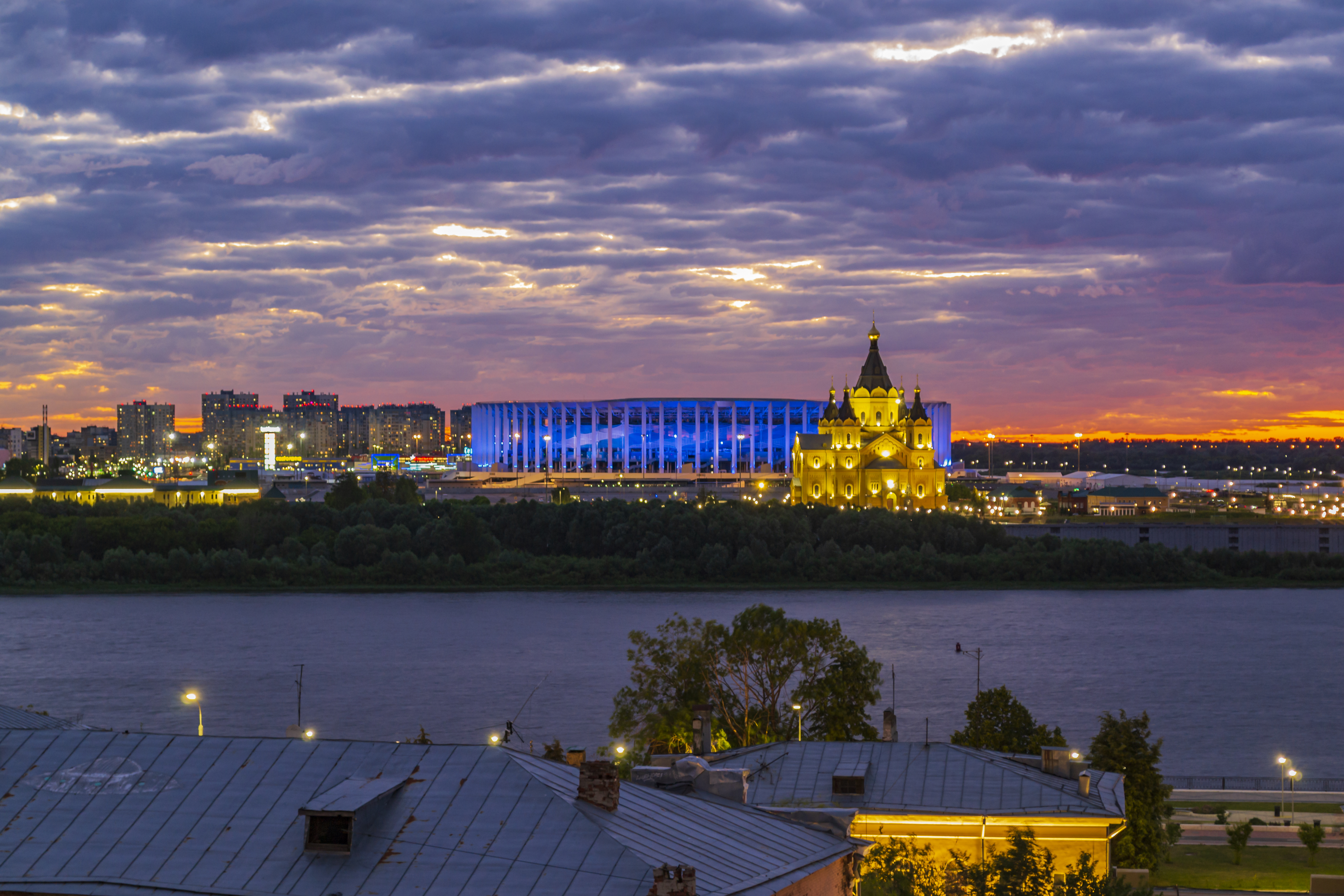
La Strelka (flecha)
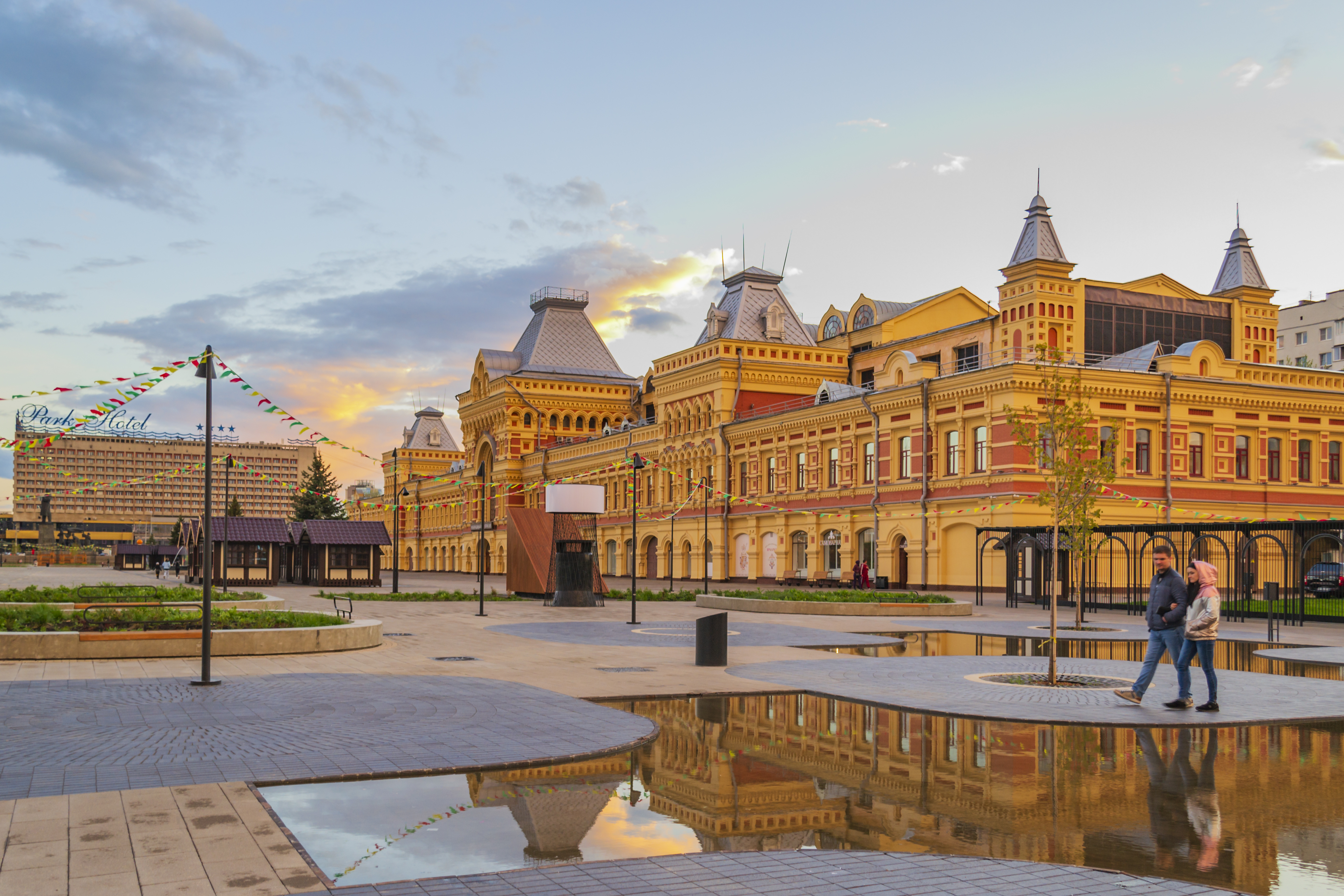
La Feria
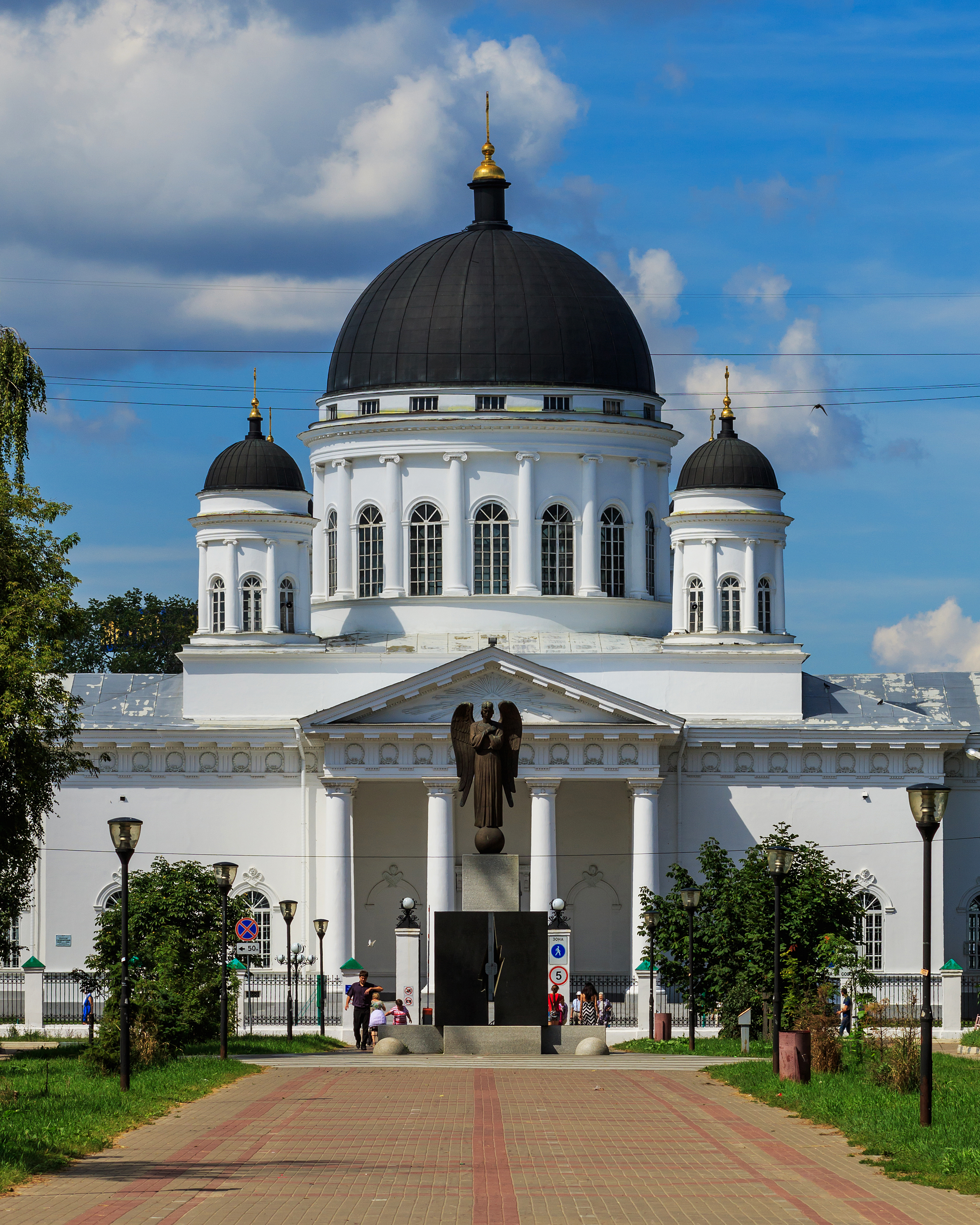
El catedral de la Transfiguración
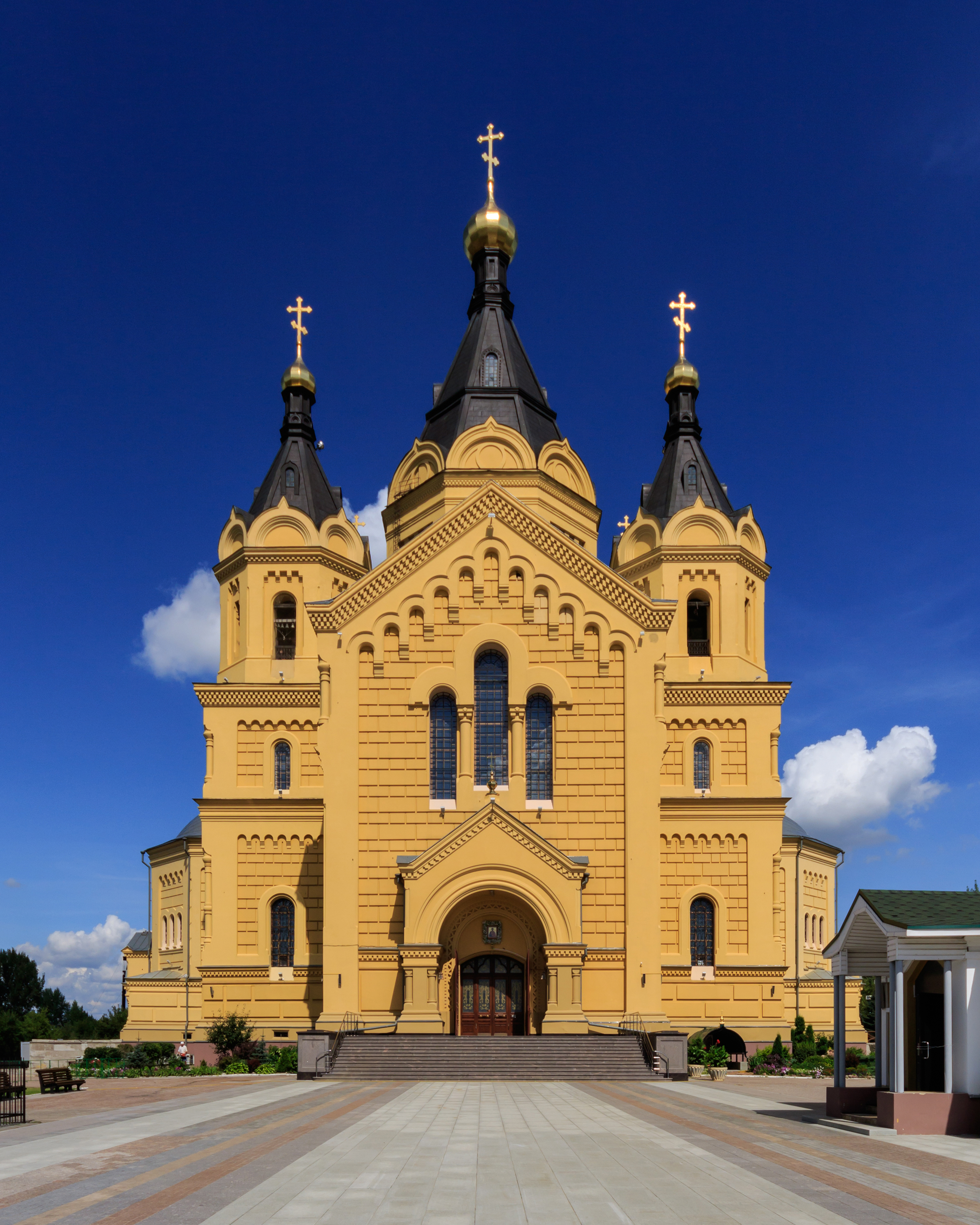
El catedral de Alejandro Nevski
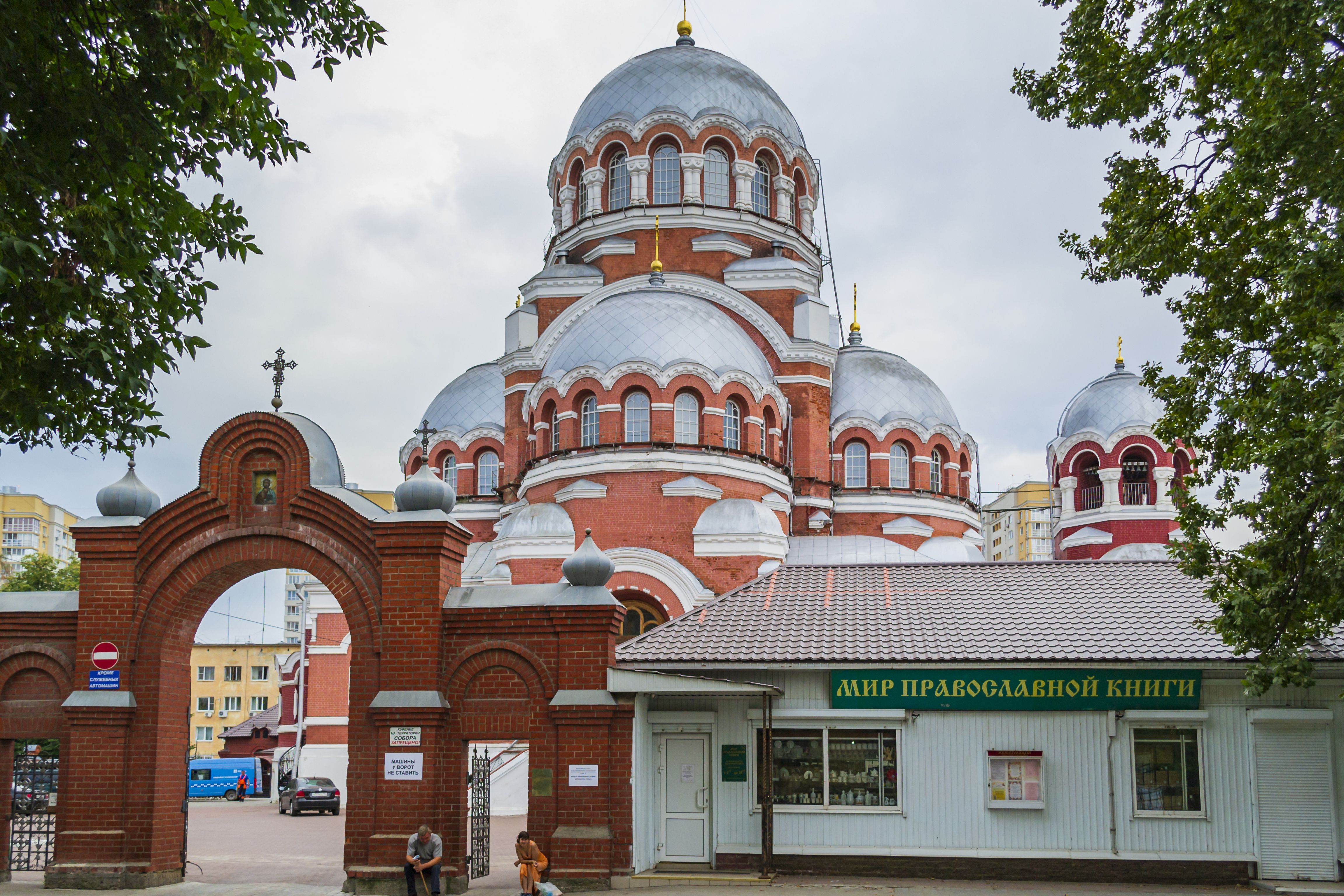
El catedral de la Transfiguración de Sormovo